# Xsan
Xsan（エックスサン）は、Appleが開発・発売するSAN用共有ファイルシステムソフトウェアである。

## 概要
Xsanは、ストレージエリアネットワーク上にあるストレージを複数のサーバ、クライアントから直接に読み書き可能とすることで、ファイルアクセスの高速化を図ったファイルシステムである。1台以上のXsanメタデータコントローラ、1台以上のストレージ、1台以上のXsan クライアントと、それらを接続するストレージアクセス用のファイバーチャネルネットワークおよび2系統イーサネットワークで構成される。
Xsanは、クアンタムのStorNext File Systemをベースに開発されている。このため、Windows、UNIX、Linux環境のStorNextとの相互接続も可能となっている。
主な用途としては、大規模な計算クラスターやFinal Cut Proを用いた映像プロジェクトなどを想定している他、かつてのTime Machine ServerやカレンダーServer等、macOS Serverの様々なサービスでの利用も想定されていた。
macOS Sequoiaにも添付されているが、Appleシリコンネイティブではない。

## バージョンごとの変遷
2004年4月にAppleがXsanの開発を発表。

### Ver.1系列
- 2005年1月 - Xsan 1.0[8]:16TBのストレージボリュームをサポート[9]
- 2005年6月 - Xsan 1.1：ストレージボリュームのサポートを最大2PB (2048TB) に拡張
- 2005年11月 - Xsan 1.2：バグ修正、全体的な信頼性の改善
- 2006年4月 - Xsan 1.3：バグ修正、2TBを超えるLUNのサポート、全体的な信頼性の改善
- 2006年8月 - Xsan 1.4：Universal Binary化、セキュリティアップデート、ACLのサポート、フェイルオーバーやクオータ等の機能改善
- 2006年12月 - Xsan 1.4.1：バグ修正、フェイルオーバーや信頼性等の機能改善
- 2007年10月 - Xsan 1.4.2：Mac OS X v10.5 Leopard対応、バグ修正、フェイルオーバーや互換性・信頼性等の機能改善[10]

### Ver.2系列
- 2008年2月 - Xsan 2発表[11]。ユーザインタフェースの改良、Spotlight対応、MultiSAN対応、動作保証ストレージにPromise VTrak E-Class RAIDを公式認定[12][13]。
- 2008年6月 - Xsan 2.1：Xsan Adminのバグ修正、フェイルオーバーや互換性・信頼性等の機能改善[14]
- 2008年10月 - Xsan 2.1.1：ファイルシステムの信頼性の向上、Xsan Adminの信頼性向上、ファイルシステムのパフォーマンスの向上等、機能改善[15]
- 2009年9月 - Xsan 2.2：Mac OS XおよびMac OS X Server v10.5.8以降v10.6 Snow Leopard対応、64ビット化、拡張属性(extended attributes)対応[16]、信頼性の向上、セキュリティアップデート[17]など[18]。このバージョンからIntel Macのみの対応となった。
- 2009年12月 - Xsan 2.2.1：ファイルシステムの信頼性の向上、cvfsckの向上など[19]
- 2011年7月 - Xsan 2.3：OS X Lion/Lion Serverに標準添付(実質無償化)。システム環境設定にXsanクライアント向けペインが含まれるようになった。

### Ver.3系列
- 2012年7月 - Xsan 3：OS X Mountain Lion/Mountain Lion Serverに標準添付
- 2013年10月 - Xsan 3.1：OS X Mavericks/ Mavericks Serverに標準添付

### Ver.4系列
- 2014年10月 - Xsan 4：OS X Yosemite/Yosemite Server 4.0に標準添付
- 2015年9月 - Xsan 4.1：OS X El Capitan/Server 5.0に標準添付

### Ver.5系列
- 2016年9月 - Xsan 5：macOS Sierra/macOS Server 5.2に標準添付
- 2017年9月 - Xsan 5.0.1：macOS High Sierra/macOS Server 5.4に標準添付

### Ver.7系列
- 2020年11月 - Xsan 7：macOS Big Sur以降に標準添付、コマンドラインツールのみとなった[20]。
- 2023年9月 - Xsan 7.1： macOS Sonomaに標準添付、Intelバイナリのため、AppleシリコンのMacではRosettaで稼働する[6]。
- 2024年9月 - Xsan 7.2： macOS Sequoiaに標準添付、Intelバイナリのため、AppleシリコンのMacではRosettaで稼働する[6]。